# Manuel Hugué
Manuel Martínez Hugué, más conocido como Manolo Hugué (Barcelona, 29 de abril de 1872 - Caldas de Montbuy, 17 de noviembre de 1945) fue un pintor y escultor español, destacado representante del novecentismo catalán de principios del siglo XX. Trabajó durante más de una década en Francia, donde alcanzó tal notoriedad que fue conocido como Manolo. Su obra puede resumirse como una síntesis de clasicismo y primitivismo dentro de la modernidad. 

## Vida y obra

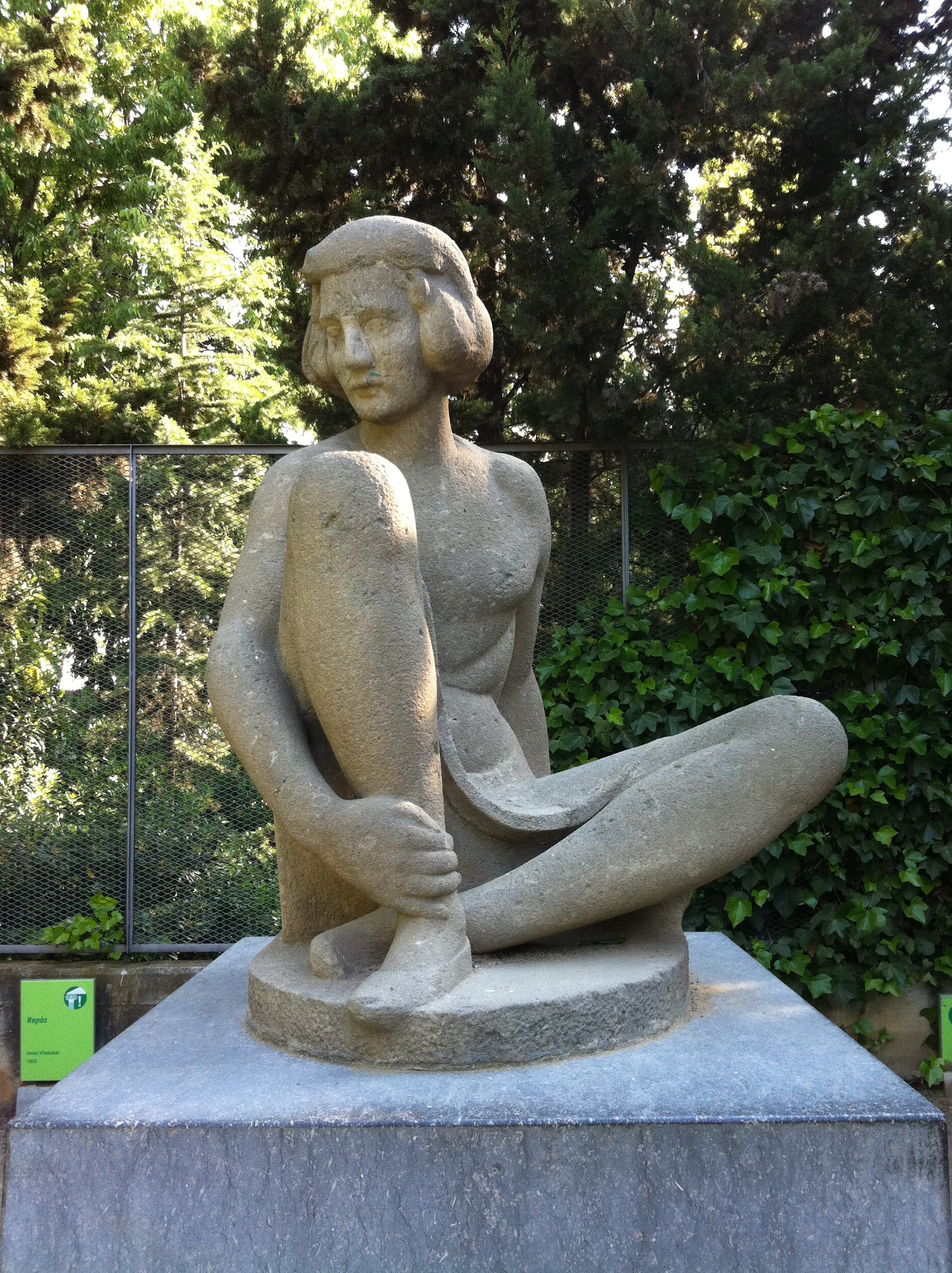
Escultura de Manuel Hugué.

Nacido en Barcelona, su vida bohemia y marginal y sus visitas al café Els Quatre Gats en Barcelona le valieron la amistad de Santiago Rusiñol, Joaquín Mir, Isidro Nonell y Pablo Picasso, entre otros artistas. 
En 1900 se traslada a París, donde residirá por espacio de diez años. Allí conoció a Jean Moréas y Guillaume Apollinaire, además de trabajar en el diseño de joyas y pequeñas piezas de escultura, entre las que destacan La Llobera (1911, Barcelona, Museo de Arte Moderno) y Joven sentada (1913, París, Centre Georges Pompidou).
Impulsado por el célebre marchante Daniel-Henry Kahnweiler, Hugué se trasladó en 1910 a Céret, donde reunió a un heterogéneo grupo de artistas entre los que se encontraban Juan Gris, Joaquín Sunyer y el propio Picasso. En 1917 abandonó Céret para residir en Caldas de Montbuy, donde falleció en 1945. 
En su última etapa compaginó la pintura, con cuadros como Paisaje de Ceret (1926) o Vendimiadora (1927), con la escultura, donde destaca la obra Bacante (1934, Barcelona, Museo de Arte Moderno), una figura femenina tumbada con diversos puntos de vista según sus diferentes partes corporales, sin que se quiebre la unidad de la figura. 
En 1930 el artista realizó y fechó una obra conocida como Mujer sentada, hecha en bronce, que el Ayuntamiento de Oviedo no llegó a instalar hasta 1996, fecha en la que se lleva a cabo la inauguración de la obra, delante del caserón de la Universidad con la finalidad de conmemorar el fin de las obras de remodelación de varias calles del casco histórico y del centro urbano de Oviedo. La obra, se caracteriza por sus formas redondeadas y las texturas rugosas, fruto del lenguaje del cincelado del artista.
En su obra es esencial la relación con la naturaleza, considerando a la figura humana como un elemento integrado en ella. Se trata de una característica propia del clasicismo noucentista, pero que en manos de Martínez Hugué van más allá de sus limitados orígenes.
El fondo personal de Manolo Hugué se conserva en la Biblioteca de Cataluña, si bien un nutrido repertorio de obras quedó en Francia.
En 1957, el Musée d'Art Moderne de Céret le dedicó una exposición antológica para la cual Picasso diseñó el cartel anunciador.